# Гэбриел, Андреа
Андреа́ Гэ́бриел (англ. Andrea Gabriel; 4 июля 1978, Лос-Анджелес, Калифорния, США) — американская актриса

, сценарист, продюсер, певица, автор песен, композитор, гитаристка, пианистка и клипмейкер. Известна по ролям в сериалах «Остаться в живых» и «Сплетница».

## Биография и карьера
Андреа Гэбриел родилась 4 июля 1978 года в Лос-Анджелесе (штат Калифорния, США) в семье актёров, звёзд мыльных опер Джона (род. 1931) и Сэнди Гэбриел (род. 1948), поженившихся в 1968 году. У неё есть сестра — Мелисса Гэбриел, актриса и продюсер. Выросла в Нью-Йорке.
Андреа начала обучаться театральному актёрскому мастерству в раннем возрасте. Она появилась на сцене вместе с актёром-лауреатом «Оскара» и «Тони» Ф. Мюрреем Абрахамом, и сыграла главную женскую роль в мировой премьере пьесы «Собачья проблема», написанной лауреатом «Тони» Дэвидом Рейбом и поставленной на сцене Скоттом Эллисом.
Андреа снялась в успешном телевизионном сериале «Остаться в живых», где она сыграла Надию, одного из четырёх персонажей второго плана, которые появлялись во всех 6-ти сезонах сериала. Среди её других телевизионных работ — роли в сериалах «Мыслить как преступник», «Сильное лекарство», «Доктор Хаус», «Военно-юридическая служба», «Компаньоны», а также роль второго плана бизнесвумен из Дубая Амиры в шестом сезоне «Сплетницы». Сыграла роль Кеби, вампира и члена египетского ковена, в финальной части Сумеречной саги «Сумерки. Сага: Рассвет — Часть 2».
Андреа любит животных, работать с детьми, окружающую среду, кулинарию, живопись, и танцы. Она свободно говорит по-французски.

## Избранная фильмография
| Год       |   | Русское название                 | Оригинальное название                     | Роль                   |
| --------- | - | -------------------------------- | ----------------------------------------- | ---------------------- |
| 1986      | с | Все мои дети                     | All My Children                           |                        |
| 1995      | с | Другой мир                       | Another World                             |                        |
| 1996      | с | Субботним вечером в прямом эфире | Saturday Night Live                       |                        |
| 1996      | с | Направляющий свет                | Guiding Light                             |                        |
| 1999      | с | Закон и порядок                  | Law & Order                               | Мелани Толсон          |
| 2003      | с | Сильное лекарство                | Strong Medicine                           | Реджина Бонфиглио      |
| 2004      | с | Военно-юридическая служба        | JAG                                       | Хейет Банэм            |
| 2004—2010 | с | Остаться в живых                 | Lost                                      | Нур «Надя» Абед Джасим |
| 2006      | с | Мыслить как преступник           | Criminal Minds                            | Аалия Надир            |
| 2009      | с | Доктор Хаус                      | House                                     | Ронни                  |
| 2012      | с | Компаньоны                       | Franklin & Bash                           | Алана                  |
| 2012      | ф | Сумерки. Сага: Рассвет — Часть 2 | The Twilight Saga: Breaking Dawn – Part 2 | Кеби                   |
| 2012      | с | Сплетница                        | Gossip Girl                               | Амира Аббар            |
| 2014      | с | Две девицы на мели               | 2 Broke Girls                             | Джульетт               |
| 2015      | с | Дерзкие и красивые               | The Bold and the Beautiful                | Медсестра Джери        |
| 2016      | с | Всё к лучшему                    | Better Things                             | [[\|]]                 |